# Sofía de Legnica
Sofía de Legnica (1525 - 6 de febrero de 1546) fue una hija del duque Federico II de Legnica, Brieg y Wohlau y su segunda esposa Sofía de Brandeburgo-Ansbach-Kulmbach (1485-1537).
Sofía, que fue criada como protestante, se casó con el futuro elector Juan Jorge de Brandeburgo el 15 de febrero de 1545. Ella murió antes de que él accediera al electorado y nunca reinó como electora de Brandeburgo. Su único hijo, Joaquín Federico, accedió al electorado en 1598.